# Ангел-хранитель (телесериал, 2007)
«Ангел-хранитель» — российско-украинский многосерийный мелодраматический телесериал.
Премьера состоялась в январе 2007 года на каналах «Россия» (Россия) и «1+1» (Украина). Критика приняла телесериал весьма прохладно, однако через несколько месяцев после начала показа доля зрителей сериала достигала 24,7 %.

## Сюжет
Некогда преуспевающий столичный бизнесмен Григорий Крижевский оказался на грани краха — аккредиторы обложили его баснословнейшими долгами. Григорий не в состоянии расплатиться по обязательствам и решает обратиться за помощью к своему отцу — известному коллекционеру, искусствоведу и ценителю старины Анатолию Вячеславовичу Крижевскому. Вместе со своей женой Еленой и сыном Дмитрием он приезжает в крымский городок, где прошли его юношеские годы. Но у отца с сыном старые счеты — семь лет назад Григорий похитил из отцовской коллекции бесценную картину М А. Врубеля «Демон», которая, как выяснилось впоследствии, оказалась не более, чем искусной подделкой. Разгневанный отец требует вернуть картину и отказывает сыну в материальной помощи. Отец и сын вместо примирения окончательно рассорились; взбешенный Григорий покидает отчий дом — шикарный старинный особняк — и вместе с семьей переселяется в отель на берегу моря. В тот же вечер Крижевский-старший умирает при весьма загадочных обстоятельствах.
Одновременно развивается другая сюжетная линия. Прославленный боксер в средней весовой категории Иван Круглов блестяще побеждает соперника Карлоса Мондегу в последнем, завершающем соревновании на соискание титула чемпиона мира. Однако в крови спортсмена по данным медицинской экспертизы находят препарат-доппинг, запрещенный Всемирной спортивной лигой. Без пяти минут чемпион И. Круглов с позором дисквалифицирован. В полном смятении и отчаянии Иван бросает спортивную карьеру и покидает Москву. Наскоро упаковав вещи, он в тот же день вылетает тем же самым рейсом, что и семья Крижевских, на Симферополь.
В аэропорту происходит мимолетная встреча Елены Крижевской и Ивана Круглова, которой суждено будет перерасти в бурный роман.
Бывший тренер Ивана, заменивший ему отца (десяти лет от роду мальчик потерял родителей и воспитывался в детдоме-интернате), Петр Петрович Кочубей радостно встречает своего воспитанника и названного сына. Кочубей верит, что его обожаемый Ваня, ставший мировой знаменитостью, не принимал запрещенного доппинга, да и сам Иван утверждает, что ему незаметно его подсыпали в стакан — кто-то был очень заинтересован в дискредитации Круглова.
Григорий Крижевский вместе с женой Еленой и сыном от первого брака Митей отныне проживает в приморском отеле, сняв роскошный номер люкс. В гостинице работает горничной родственница хозяйки — смазливая, легкомысленная и в то же время практичная и расчетливая девица, некая Вера Белиницкая, «положившая глаз» на видного, респектабельного постояльца. Молоденькая «вертихвостка», как её называет тётя — хозяйка гостиницы Эвелина Львовна, вскружила голову зрелому, женатому мужчине. Самонадеянная Вера не сомневается в успехе.
Григорий бросает семью, оставляя сына на попечение мачехи (которая его любит как родного сына) и экономки. Очарованный Крижевский вместе с Верой отправляется в Москву. Крижевский продаёт украденную от отца картину столичному криминальному коллекционеру Геннадию Мещерякову и гасит таким образом долг, не подозревая о подделке полотна. Вера счастлива — она стала любовницей московского бизнесмена. Молодая, наивная, несмотря на трезвую практичность, провинциалка жаждет легкой, беззаботной жизни, но её совсем скоро ждет разочарование: столичная жизнь оказывается не такой уж лёгкой и перспективной для Веры, да и Григорий оказывается практически разорен после выявления подделки проданного им полотна Геннадию Мещерякову. Теперь на Крижевском висел новый долг перед коллекционером, а из-за обмана знакомого Григория бизнесмена-тусовщика Николаса и легкомыслия Веры — Григорий теряет значительную часть денег и не в состоянии полностью погасить долг. Как итог — Григорий ссорится и расстаётся с Верой, после он вынужден с долгами вернуться в Крым назад к жене. Вера возвращается
к своей прежней любви — Николаю Каменеву, который являлся сыном честного и справедливого майора Крымской милиции — Фёдора Каменева. Но теперь у Веры есть соперница на пути к сердцу Коли — её новая знакомая официантка Маша.
Ещё до отъезда Григория с Верой в Москву — Елене на право владения достается старинный особняк, который Крижевский получил в наследство от отца. Но имеется черновик завещания Крижевского старшего, по которому особняк должен был достаться его внуку Мите, а до его совершеннолетия правом распоряжения особняком должен обладать Иван Круглов. Это вызывает неоднозначную спорную реакцию у окружающих, но данный черновик не имеет юридической силы. По легенде, в особняке спрятаны сокровища скифов, найденные археологической экспедицией, в которой участвовал отец Григория и отец адвоката Иволгина, ведущего дело о наследстве. Сам же адвокат Иволгин намерен любыми путями завладеть этими сокровищами с особняком, так как из-за предательства и доноса отца Григория — отец Иволгина большую часть жизни провёл на зонах и лагерях, что положило страшный неблагоприятный оттенок на жизнь и репутацию всей семьи Иволгина. Иволгин, работая адвокатом Крижевских — начинает свою тайную, преступную игру с конечной целью стать владельцем особняка. Но при этом Иннокентий со временем влюбляется в Елену и сам намерен пожениться на ней, что неоднозначно влияет на его интриги против Крижевских, а Иван Круглов становится заклятым конкурентом адвоката на пути к сердцу Елены. В свою очередь, коллекционер Геннадий Мещеряков ставит себе цель самому завладеть данным загадочным и солидным особняком Елены и Григория, а долг Григория в самый раз даёт Геннадию козырь в этом плане. Но далее, по ходу сериала, круг людей, которые втягиваются в преступные провокации с особняком увеличивается, что и оказывает значительное влияние на дальнейшую судьбу Крижевских и многих остальных персонажей сериала…
Теперь Елене предстоят тяжёлые испытания — пережить развод, попытку мужа избавить её во время беременности от ребёнка и многие иные проблемы от Григория, похищение любимого пасынка с прочими интригами Иволгина и столкнуться с многими иными опасностями, которые таит в себе старинный особняк, родовое гнездо Крижевских — до того, как она обретёт своё счастье…

## В ролях
- Борис Романов — Анатолий Вячеславович Крижевский, владелец старинного особняка, коллекционер картин и антиквариата; искусствовед. Отец Григория Крижевского. Умер от сердечного приступа в 1 серии.
- Владислав Демченко — Григорий Крижевский, разорившийся владелец антикварного салона, сын А. В. Крижевского. После смерти отца по наследству становится владельцем особняка отца.
- Пётр Недич — Митя Крижевский, сын Г. Крижевского, пасынок Е. Крижевской.
- Дарья Повереннова — Елена Михайловна Крижевская, жена Григория
- Анатолий Руденко — боксёр Иван Круглов, возлюбленный Е. Крижевской
- Раиса Рязанова — Галина Васильевна, экономка дома Крижевских
- Михаил Горевой — адвокат Иннокентий Аполлонович Иволгин; в первой серии назвал умирающему А. В. Крижевскому своё настоящее имя — Игорь Волгин; поверенный семьи Крижевских, тайно занимающийся преступной деятельностью
- Лев Дуров — Антон Захарович Иволгин (настоящая фамилия — Волгин), конкурент А. В. Крижевского; дядя И. Иволгина. Вместе с племянником преступным путём пытаются завладеть особняком Крижевских. Воочию появляется в 111 серии, до этой серии является тайным телефонным собеседником Иволгина.
- Алексей Агопьян — Борис Варданян, бывший хозяин ресторана «Акула» — «Золотая рыбка». Один из сообщников дяди и племянника Иволгиных.
- Михаил Богдасаров — Давид, шеф-повар ресторана «Акула»
- Жанна Эппле — Елизавета Свиридова, управляющая рестораном
- Валерий Афанасьев — майор милиции Фёдор Ильич Каменев, следователь
- Алексей Панин — Сергей Каменев по прозвищу «Гранит», владелец спортивного клуба, глава местной мафии; считался старшим сыном майора Каменева; после гибели выяснилось, что его биологический отец — Пётр Петрович Кочубей
- Сергей Стрельников — Николай Каменев, сержант милиции, художник-самородок; брат «Гранита», младший сын майора Каменева
- Инна Мирошниченко — Екатерина Каменева, жена Ф. И. Каменева, мать «Гранита» и Коли
- Павел Ремезов — Пётр Петрович Кочубей, тренер «Гранита» и И. Круглова; биологический отец «Гранита»
- Марина Голуб — Эвелина Львовна, хозяйка гостиницы
- Владимир Горянский — Степан Юрьевич Смотритель, заведующий спасательной станцией; муж Эвелины Львовны
- Александр Гетманский — Василий Петрович Сапронов, районный прокурор
- Дмитрий Суржиков — Аркадий Петрович Полосов, майор милиции, следователь
- Алла Сергийко — Ираида Викторовна Козлова, главный врач психиатрической больницы, внебрачная дочь А. З. Иволгина
- Валерий Боровинских — Генрих де Телавера, влиятельный богатый иностранец; будущий муж Е. Крижевской
- Ирма Витовская — Любовь Бочарова, знахарка-целительница из рыбацкого посёлка
- Глеб Мацибора — Илья, друг Мити Крижевского; сын Л. Бочаровой
- Валентина Хамайко — Маша, аспирантка МГУ, приехавшая в Крым
- Анастасия Щюрова — Вера Беляницкая, возлюбленная Николая Каменева; племянница Эвелины Львовны
- Сергей Апрельский — Николас, хозяин клуба тусовки в Москве, знакомый Григория
- Виктория Герасимова — Ирина Круглова, жена Ивана
- Максим Дрозд — Виталий Радов, председатель спортивного комитета; любовник И. Кругловой
- Виктор Вержбицкий — Геннадий Александрович Мещеряков, московский коллекционер картин и антиквариата; организатор боёв без правил, один из крупнейших столичных криминальных «авторитетов»
- Владимир Долинский — Семён Фридрихович Сикорский, эксперт-искусствовед, работающий на Мещерякова
- Михаил Жонин — Юрец, мелкоуголовный элемент; прислужник Гранита, впоследствии — И. Иволгина
- Андрей Капустин — Тоха, сообщник Юрца
- Алексей Петрожицкий — Гоша, младший брат Тохи, предводитель местной малолетней шпаны
- Лилия Ребрик — Зоя, проститутка
- Евгений Ефремов — хулиган